# أنوفليس ساشروفي
الانوفلس هو أحد أنواع البعوض ويعود إلى تحت عائلة Anophelinae التي بدورها تعود إلى عائلة Culicidae من تحت رتبة Nematocera التي تعود إلى رتبة ثنائية الأجنحة Diptera من صنف الحشرات Insecta هذا النوع من البعوض يعتبر من أهم نواقل المسببات المرضية للإنسان وذلك لقيامها بنقل مسببات مرض الملاريا (البلازموديوم) وكذلك مسببات مرض داء الفلاريا أو ما يسمى بمرض داء الفيل وتمر البعوض بأربع مراحل مختلفة في اطوار حياتها هي البيضة egg ثم اليرقة larva ثم العذراء pupa ثم البالغة adult وتكون البيضة واليرقة والعذراء مائية المعيشة والبالغة غير مائية المعيشة تم التعليق بواسطة الطالب